# Angelo Cruz
Angelo Cruz, (nacido el 20 de septiembre de 1958 en Nueva York, Nueva York) es un exjugador de baloncesto con doble nacionalidad estadounidense y puertorriqueño. Con 1.75 metros de estatura, jugaba en la posición de base.

## Participaciones en competiciones internacionales

### Mundiales
- España 1986 16/24
- Argentina 1990 4/16

### Juegos olímpicos
- Seúl 1988 7/12

## Desaparición
Angelo Cruz desapareció en el año 1998 en Puerto Rico mientras hacía una visita a su exmujer e hijos, desde entonces no se vuelto a saber nada de él ni de su paradero.